# Sierra Nevada de Santa Marta
Pour les articles homonymes, voir Sierra Nevada.
La sierra Nevada de Santa Marta est un massif montagneux isolé de la cordillère des Andes situé en Colombie. D'une altitude maximale de 5 775 m à seulement 42 km de la mer des Caraïbes, il s'agit d’un des plus hauts massifs côtiers du monde. La sierra Nevada couvre près de 17 000 km2 et abrite les sources de 36 rivières. Elle comprend les départements de Magdalena, Cesar et La Guajira.

## Géographie

### Topographie

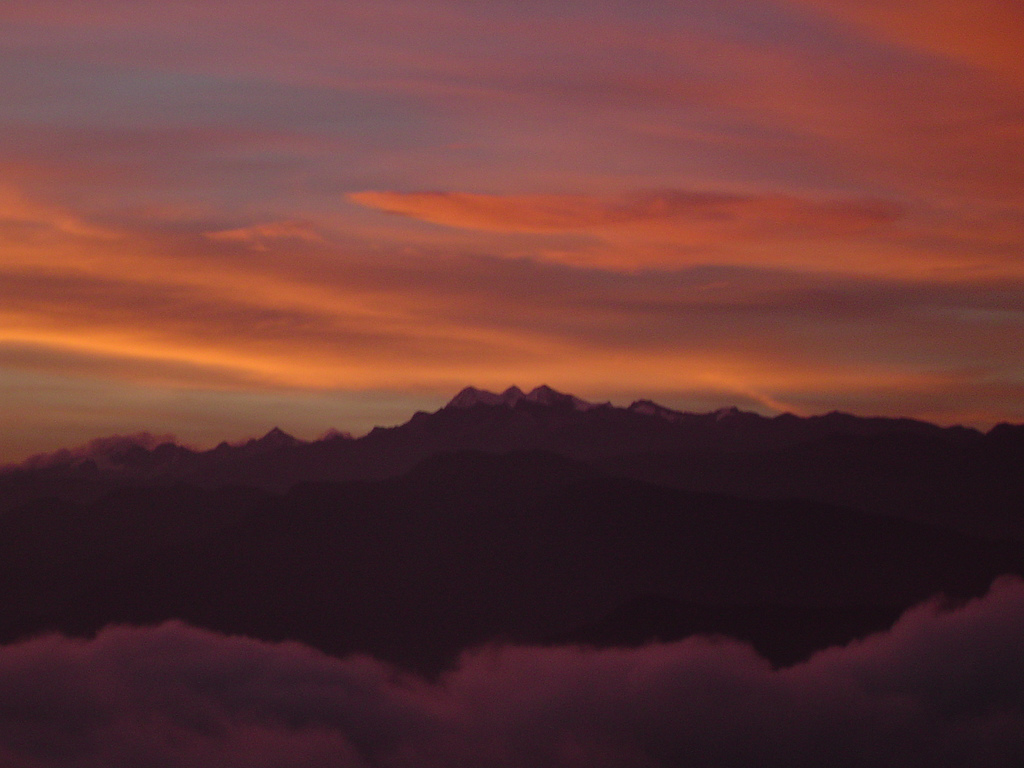
Vue de la sierra Nevada de Santa Marta et ses deux sommets principaux au centre, les pics Cristóbal Colón et Simón Bolívar, depuis le belvédère de San Lorenzo près de Minca, dans la municipalité de Santa Marta, au nord-ouest.

Le point culminant du massif (et également de la Colombie) peut être soit le pic Cristóbal Colón (ce qui est couramment admis), soit le pic Simón Bolívar, ce dernier étant moins élevé d'un mètre seulement.
La sierra Nevada est un massif relativement compact, émergeant de terres toutes inférieures à 200 m d'altitude. Il est impossible de passer de la sierra Nevada aux Andes sans descendre sous ce niveau. Cela fait du pic Cristóbal Colón la cinquième hauteur de culminance du monde.

### Géologie

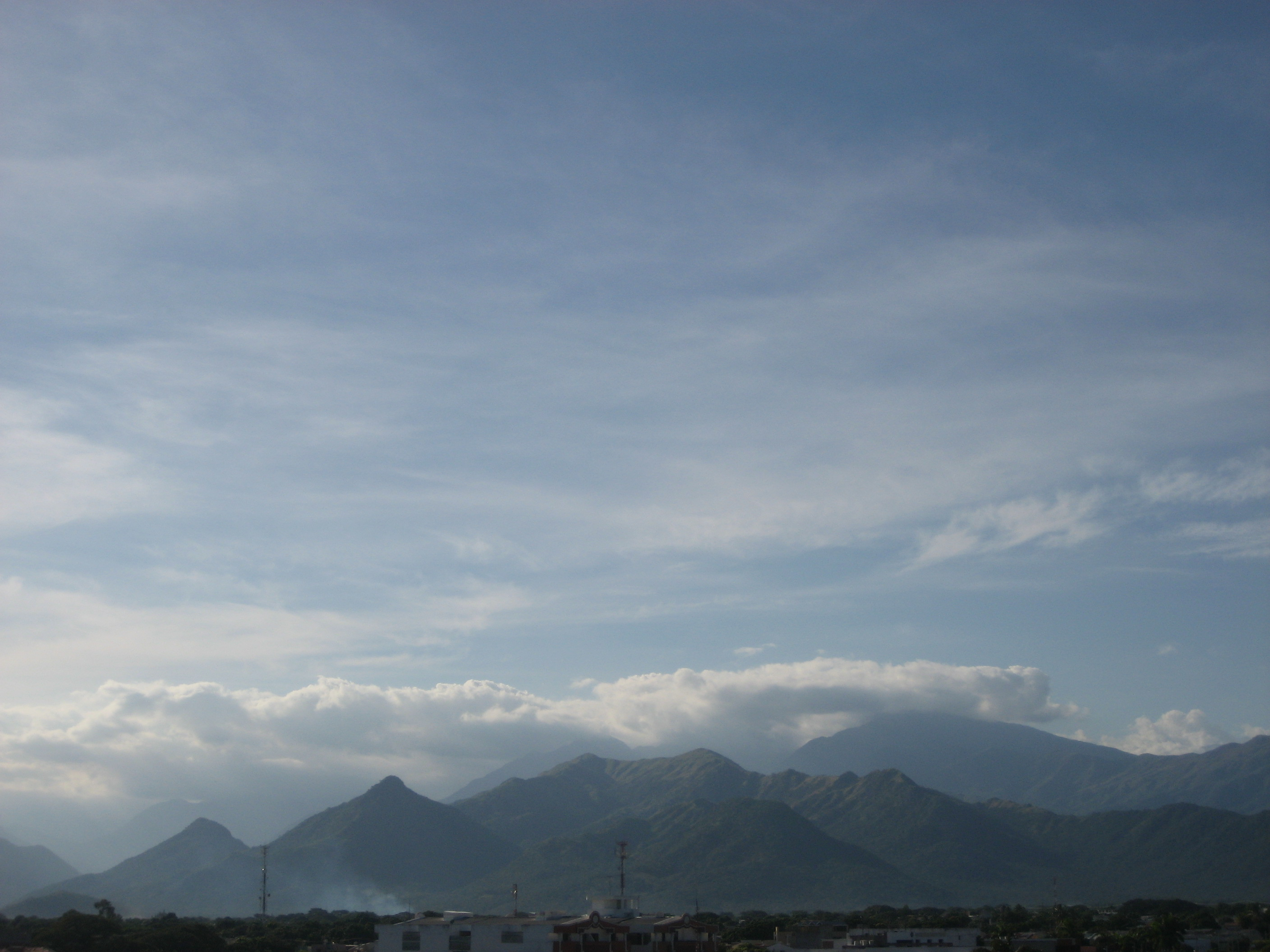
Cerro del Alguacil.

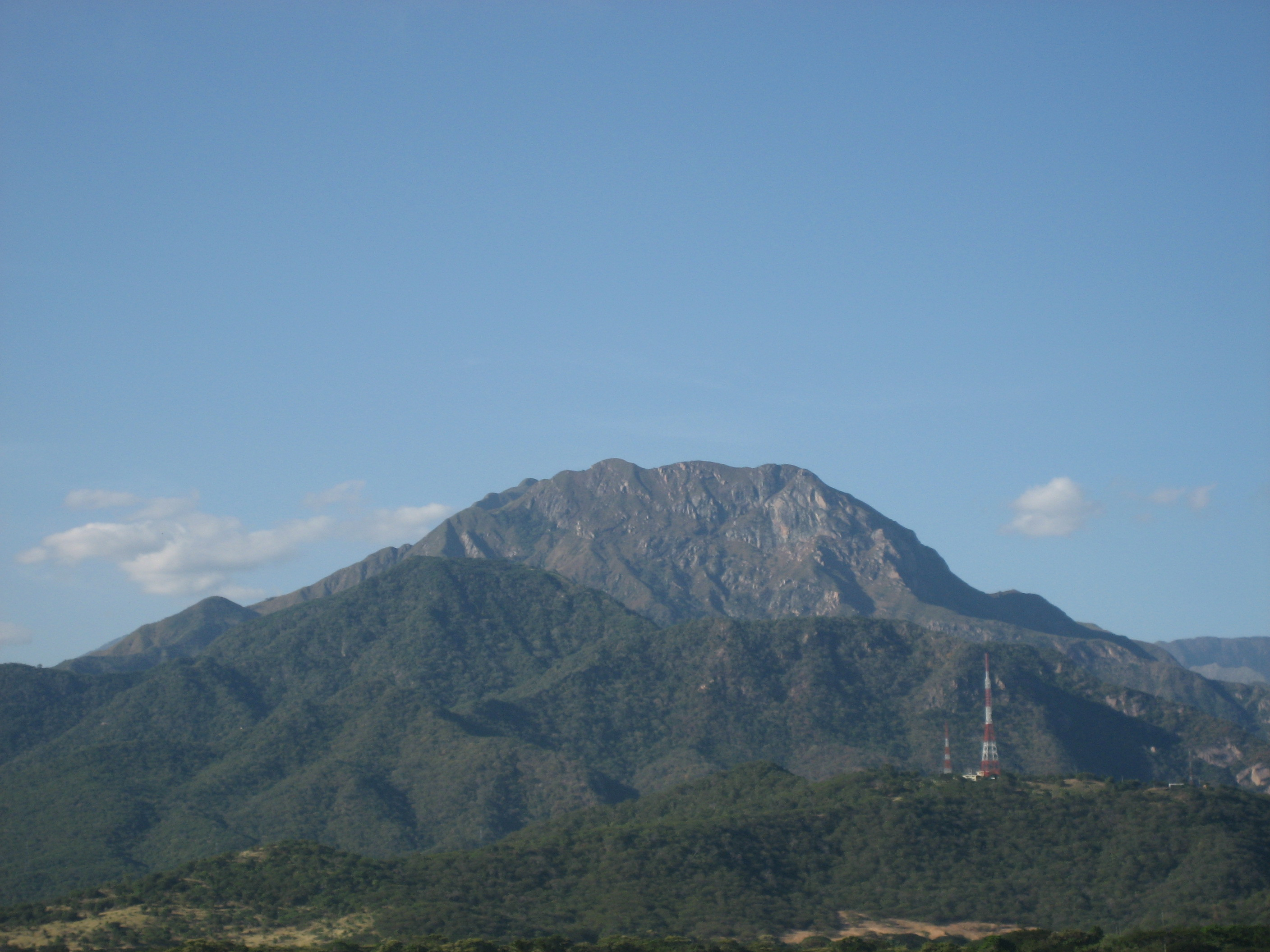
Cerro Murillo.

La sierra Nevada de Santa Marta se compose de roches métamorphiques datant du Crétacé (principalement du schiste et du gneiss) et de traces de diorite et de quartz datant du Tertiaire.
Les portions datant du Quaternaire sont les dépôts de vallées alluviales et de récentes plages du même type.
Les littoraux du nord de la sierra Nevada de Santa Marta sont détachés, alternant les caps et les baies. Ces caps sont d'abruptes falaises de schiste et de granite hautes de 100 m à 150 m, alors que les baies sont comblées par les dépôts alluvionnaires. Les contours des baies sont généralement raides, avec des plages composées de sable grossier et de grains érodés aux falaises adjacentes, ainsi que de dépôts alluvionnaires. Les petites plages et tombolos sont courants dans les zones fortement érodées.

### Biodiversité

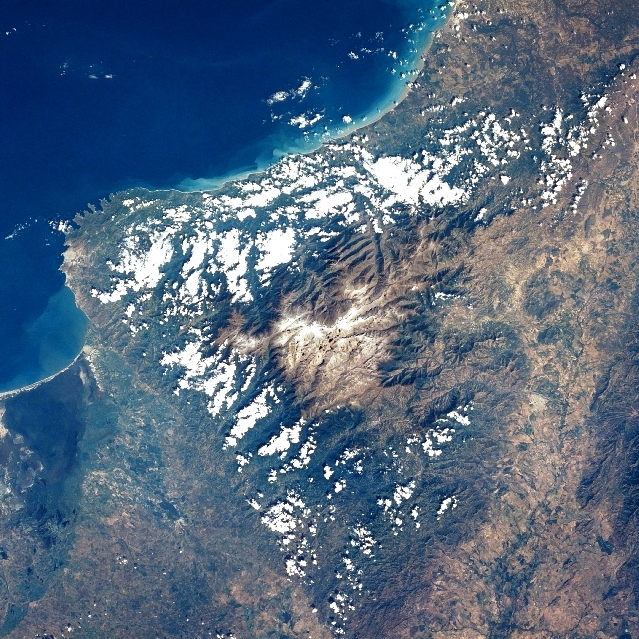
Image satellite de la sierra Nevada de Santa Marta.

La sierra Nevada de Santa Marta est le cœur de plusieurs écorégions, lesquelles varient avec l'altitude.
La région de broussailles de montagne de La Guajira - Barranquilla s'étend près de la côté caribéenne au nord du massif.
La forêt tropicale humide de la vallée du Sinú recouvre les flancs inférieurs du massif, jusqu'à une altitude de 500 m.
Les forêts tropicales de montagne de Santa Marta s'étendent entre 500 et 800 m d'altitude. Elles se distinguent des autres forêts humides par leur altitude moindre, et abritent de nombreuses espèces endémiques. L'écorégion des forêts tropicales de montagne comprend différentes communautés végétales, se démarquant par leurs altitudes et précipitations. Les basses forêts humides couvrent les flancs septentrionaux et occidentaux du massif entre 500 et 900 m d'altitude, alors que les régions méridionales et orientales, plus sèches, se trouvent entre 800 et 1 000 m d'altitude.
Au-delà de 900 m d'altitude, se trouve une forêt charnière d'arbustes et de palmiers.
Se trouve ensuite une forêt de brouillards à 1 000 m d'altitude environ.
Des forêts typiques des basses Andes entre 1 000 et 2 500 m d'altitude constituent une canopée haute de 25 à 35 mètres.
Puis la végétation des hautes Andes entre 2 500 et 3 300 m d'altitude constitue une canopée haute de 15 à 20 mètres.
Le Santa Marta Páramo est une zone de pâturages de haute altitude, interrompue par des marais et tourbières, qui s'étend entre 3 300 m et 4 500-5 000 m d'altitude. C'est l'enclave de paramo présente le long de la cordillère des Andes la plus septentrionale d'Amérique du Sud.
Au-delà de 4 500-5 000 m d'altitude se trouvent les neiges éternelles.

## Population
On trouve dans la sierra Nevada de Santa Marta les descendants des tribus amérindiennes des Tayronas, Arhuacos, Kogis, Wiwas et Kankuamos, vivant dans des réserves indigènes (Resguardos Indigenas) situées en moyenne-montagne.

### Problèmes récents
Ces dix dernières années, très peu ont été ceux à atteindre les plus hauts sommets, peu d'ascensions accomplies ayant été rapportées. L'accès par le sud est gêné par les tribus locales qui voient les randonneurs d'un mauvais œil. Le seul accès sûr et relativement court va de Santa Marta à Cuchillo de San Lorenzo.
Des communautés indigènes dénoncent durant l'été 2020 des empiétements illégaux sur leurs territoires. Des travaux d’envergure ont été réalisés sur plusieurs sites considérés comme « sacrés ». Des investisseurs font pression pour développer leurs activités touristiques dans cette région, parfois au mépris des droits fonciers indigènes.
Des groupes paramilitaires d’extrême droite sont présents dans la région et exercent des violences contre les communautés indigènes.

## Histoire
La sierra Nevada de Santa Marta, explorée dans les années 1850 par le géographe français Élisée Reclus, est depuis de nombreuses années une terre d’affrontements constants entre guérilleros, paramilitaires et narcotrafiquants.
Au début des années 1970, alors qu’émergent dans les pays les premières contestations indigènes, l’État colombien fait entrer dans la loi la Línea Negra, reconnue comme limite du territoire des quatre communautés de la sierra Nevada.